# Білорусь на Чемпіонаті світу з легкої атлетики 2017
Білорусь на Чемпіонаті світу з легкої атлетики 2017, що проходив з 4 по 13 серпня 2017 року в Лондоні (Велика Британія) була представлена 16 спортсменами.

## Результати

### Чоловіки
Трекові і шосейні дисципліни
| Спортсмен         | Дисципліна   | Забіги    | Забіги | Півфінал  | Півфінал | Фінал     | Фінал |
| Спортсмен         | Дисципліна   | Результат | Місце  | Результат | Місце    | Результат | Місце |
| ----------------- | ------------ | --------- | ------ | --------- | -------- | --------- | ----- |
| Дмитро Дзюбін     | Ходьба 20 км | Н/Д       | Н/Д    | Н/Д       | Н/Д      |           |       |
| Олександр Ляхович | Ходьба 20 км | Н/Д       | Н/Д    | Н/Д       | Н/Д      |           |       |

Технічні дисципліни
| Спортсмен        | Дисципліна     | Кваліфікація | Кваліфікація | Фінал     | Фінал |
| Спортсмен        | Дисципліна     | Результат    | Місце        | Результат | Місце |
| ---------------- | -------------- | ------------ | ------------ | --------- | ----- |
| Олексій Нечипор  | Штовхання ядра |              |              |           |       |
| Павло Борейша    | Метання молота |              |              |           |       |
| Сергій Коломієць | Метання молота |              |              |           |       |
| Захар Махросенко | Метання молота |              |              |           |       |
| Олексій Нечипор  | Метання списа  |              |              |           |       |

### Жінки
Трекові і шосейні дисципліни
| Спортсмен         | Дисципліна        | Забіги    | Забіги | Півфінал  | Півфінал | Фінал     | Фінал |
| Спортсмен         | Дисципліна        | Результат | Місце  | Результат | Місце    | Результат | Місце |
| ----------------- | ----------------- | --------- | ------ | --------- | -------- | --------- | ----- |
| Марина Арзамасова | 800 м             |           |        |           |          |           |       |
| Ельвіра Герман    | 100 м з бар'єрами |           |        |           |          |           |       |
| Аліна Талай       | 100 м з бар'єрами |           |        |           |          |           |       |
| Анастасія Яцевич  | Ходьба 20 км      | Н/Д       | Н/Д    | Н/Д       | Н/Д      |           |       |

Технічні дисципліни
| Спортсмен        | Дисципліна         | Кваліфікація | Кваліфікація | Фінал     | Фінал |
| Спортсмен        | Дисципліна         | Результат    | Місце        | Результат | Місце |
| ---------------- | ------------------ | ------------ | ------------ | --------- | ----- |
| Ірина Жук        | Стрибки з жердиною |              |              |           |       |
| Олена Дубицька   | Штовхання ядра     |              |              |           |       |
| Юлія Леонтюк     | Штовхання ядра     |              |              |           |       |
| Ганна Малишик    | Метання молота     |              |              |           |       |
| Тетяна Холодович | Метання списа      |              |              |           |       |